# Thoracochromis callichromus
Thoracochromis callichromus är en fiskart som först beskrevs av Poll, 1948.  Thoracochromis callichromus ingår i släktet Thoracochromis och familjen Cichlidae. IUCN kategoriserar arten globalt som livskraftig. Inga underarter finns listade i Catalogue of Life.